# Florencia Etcheves
Florencia Etcheves (Buenos Aires; 22 de noviembre de 1971) es una periodista, escritora, expresentadora de noticias y activista de género argentina. Durante tres años consecutivos (2010, 2011 y 2012) recibió el premio Martín Fierro a la mejor labor periodística femenina. Es la creadora de la saga policial del comisario Francisco Juánez, que está formada por los libros: La virgen en tus ojos, La hija del campeón y Cornelia.

## Biografía

### Formación
Florencia nació el 22 de noviembre de 1971 en la ciudad de Buenos Aires. Hizo sus estudios primarios y secundarios en el Instituto Nacional Superior del Profesorado en Lenguas Vivas "Juan Ramón Fernández" y egresó en 1989. Al año siguiente ingresó al TEA (Taller Escuela Agencia) para estudiar periodismo y se recibió en 1993 donde también se desempañó como docente.[cita requerida]

## Carrera
En 1994 comenzó su carrera en la televisión formando parte de los programas del ya fallecido periodista Enrique Sdrech, quien también se encargaba de los temas policiales en los noticieros de El Trece y Todo Noticias. Cubrió los casos de los asesinatos de María Marta García Belsunce, el de Nora Dalmasso, el recordado robo al Banco Rio, entre otros. Fue columnista recurrente en los noticieros: Noticiero Trece y en los segmentos informativos TN de 10 a 13 y TN Primera Tarde en Todo Noticias. Hasta que finalmente tuvo la oportunidad de estar frente en el tercer noticiero de la mañana.[cita requerida]
En noviembre de 2007, lanzó su primer libro junto a dos colegas, Liliana Caruso y Mauro Szeta, llamado No somos ángeles, sobre algunos de los casos policiales que más conmovieron a la opinión pública. En 2008, fue panelista del programa de radio La Otra Pata conducido por Marcelo Zlotogwiazda en Radio Mitre.[cita requerida]
En mayo de 2009, junto a los mismos compañeros que la acompañaron en su anterior entrega, lanzó un nuevo libro: Mía o de la Tumba Fría en el que habla de la violencia de género a través del relato de cuatro casos emblemáticos de esa temática. [cita requerida] En 2012 se celebraron los Premios Martín Fierro correspondientes al año 2011 y ella, una vez más, fue nominada en el rubro "Labor periodística femenina". En esa ocasión, Florencia resultó ganadora del premio. 
En 2012, la editorial Planeta publicó la primera novela policial de Florencia Etcheves, titulada La virgen en tus ojos, que fue un éxito comercial y de crítica. En 2014 edita su segundo libro de ficción, La hija del campeón. En 2016 lanza su tercer novela de ficción policial, Cornelia. Las tres están protagonizadas por el criminólogo Francisco Juárez. 
Luego de la renovación en los segmentos informativos del canal, condujo el segmento "TN de 13 a 16" junto a Federico Seeber, después de haber estado al frente de TN de 9 a 12 durante nueve años con Guillermo Lobo. En mayo de 2017 comenzó a conducir Meta Data en la señal Todo Noticias en el segmento de 14 a 18 junto a Silvia Martínez y Ricardo Canaletti.[cita requerida]  En julio del mismo año por medio de la cuenta de Twitter @fetcheves anunció que su Cornelia sería adaptada al cine, con las actuaciones de Luisana Lopilato como Manuela Pelari y Amaia Salamanca en el papel de La Sirena. Posteriormente se confirmó que la película llevará el nombre de Perdida y será adaptada por Jorge Maestro. En febrero de 2018 renuncia a Todo Noticias tras más de 24 años en la señal.

## Activismo
Participó activamente como impulsora de la campaña #NiUnaMenos en contra de la violencia contra la mujer. Asegura que «el 99% de las mujeres fuimos abusadas». Por otro lado se manifiesta abiertamente en contra del patriarcado y a favor del aborto legal, gratuito y seguro en Argentina.

## Libros
- Etcheves, Florencia; Liliana Caruso, Mauro Szeta (septiembre de 2007). No somos ángeles (Primera edición). Marea. p. 224. ISBN 9789871307111.
- Etcheves, Florencia; Liliana Caruso, Mauro Szeta (abril de 2009). Mía o de la tumba fría (Primera edición). Longseller. p. 208. ISBN 9789875508477.
- Etcheves, Florencia (noviembre de 2012). La virgen en tus ojos (Primera edición). Planeta. p. 280. ISBN 9789504930181.
- Etcheves, Florencia (septiembre de 2014). La hija del campeón (Primera edición). Planeta. p. 320. ISBN 9789504939368.
- Etcheves, Florencia (octubre de 2016). Cornelia (Primera edición). Planeta. p. 368. ISBN 9789504954651.
- Varias, autoras (agosto de 2017). Hace falta que te diga (Primera edición). Emecé Editores. p. 240. ISBN 9789500438926.
- Etcheves, Florencia (octubre de 2018). Errantes (Primera edición). Planeta. p. 264. ISBN 9789504963974.
- Etcheves, Florencia (octubre de 2019). La sirena (Primera edición). Planeta. pp. 400. ISBN 9789504968566.
- Etcheves, Florencia (octubre de 2022). La cocinera de Frida (Primera edición). Planeta. p. 536. ISBN 9789504978701.

## Premios y reconocimientos
- Ganadora del Premio "Martín Fierro" categoría "Mejor Labor Periodística" año 2010[10]
- Ganadora del Premio "Martín Fierro" categoría "Mejor Labor Periodística" año 2011[11]
- Ganadora del Premio "Martín Fierro" categoría "Mejor Labor Periodística" año 2012[12]
- Mención de honor vigésima octava entrega de los Premios Estímulos al periodismo joven (TEA) año 2014[2]